# Крістіан Фернандес Салас
Крістіан Фернандес Салас (ісп. Christian Fernández Salas, нар. 15 жовтня 1985, Сантандер), відомий за прізвиськом Боланьйо (ісп. Bolaño) — іспанський футболіст, захисник клубу «Реал Ов'єдо».

## Ігрова кар'єра
Народився 15 жовтня 1985 року в Сантандері. Вихованець футбольної школи місцевого «Расінга».
У дорослому футболі почав виступи 2003 року іграми за «Расінг Сантандер Б» у третьому іспанському дивізіоні. В іграх головної команди рідного клубу у найвищому іспанському дивізіоні дебютував 2007 року. Частину наступного року провів в оренді в «Лас-Пальмасі», після чого повернувся до «Расінга» і почав отримувати там більше ігрового часу.
Протягом 2012–2013 років грав за «Альмерію», а наступного року провів 15 матчів за американський «Ді Сі Юнайтед», після чого повернувся на батьківщину, де у другій половині сезону 2014/15 допоміг «Лас-Пальмасу» здобути підвищення в класі до Ла-Ліги. проте в еліті іспанського футболу наступного сезону у його складі не заграв, адже був відданий в оренду до друголігової «Уески».
2016 року приєднався до іншого представника Сегунди, клубу «Реал Ов'єдо», де на наступні п'ять сезонів став ключовою фігурою в лінії захисту.